# Jegor Sergejewitsch Sosonow

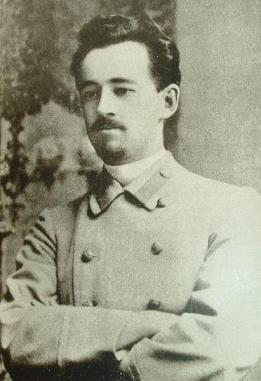
Jegor Sosonow

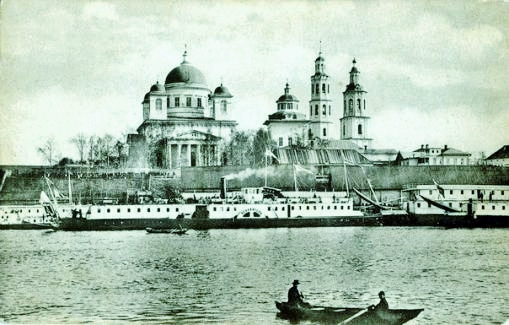
Blick auf Jegor Sosonows Geburtsort Petrowskoje

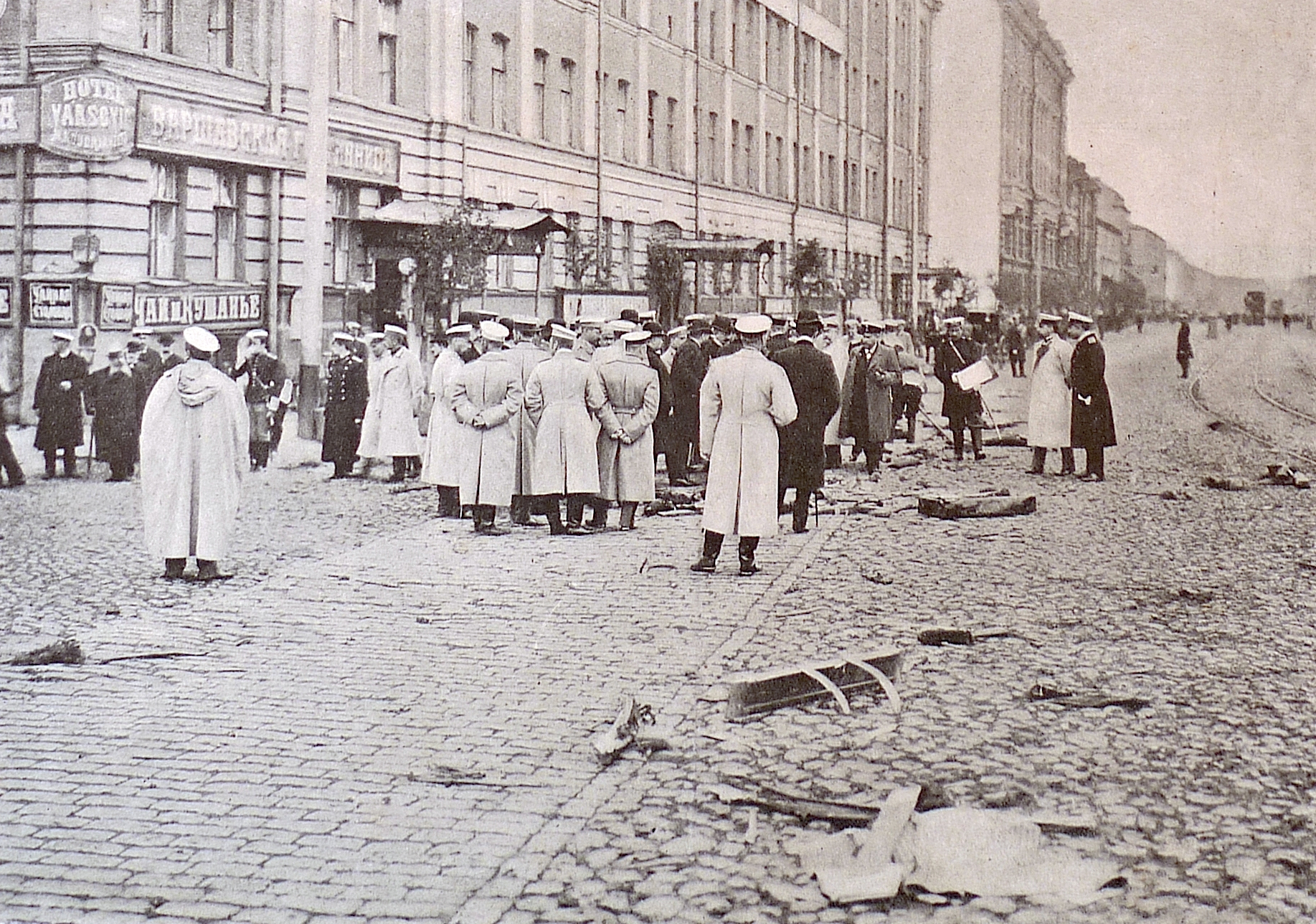
St. Petersburg am 28. Juli 1904:
Nach dem Attentat auf von Plehwe

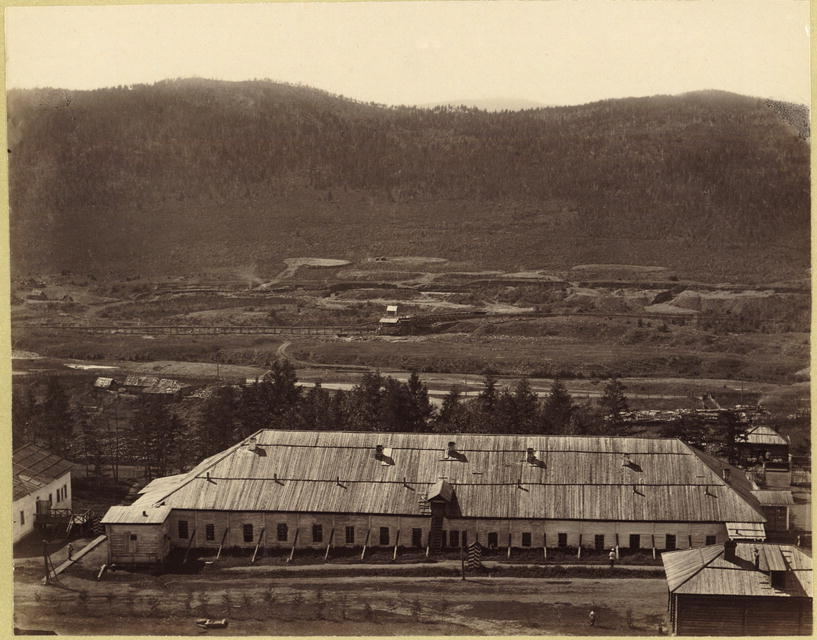
Häftlingskrankenbaracke in der Nertschinsker Katorga

Jegor Sergejewitsch Sosonow (russisch Егор Сергеевич Созонов, * 26. Maijul. / 7. Juni 1879greg. in Petrowskoje, Landkreis Urschum, Gouvernement Wjatka; † 27. Novemberjul. / 10. Dezember 1910greg. in Gorny Serentui in der Gegend um das Nertschinski Sawod (Nertschinsker Werk)) war  ein russischer Sozialrevolutionär, der während der Regentschaft Nikolaus II. am 28. Juli 1904 – also am Vorabend der Revolution 1905 – den russischen Innenminister von Plehwe ermordete.

## Leben
Jegor, der Sohn des altgläubigen Bauern und späteren Holzhändlers Sergei Lasarewitsch Sosonow und dessen Ehefrau Akilina Loginowna, absolvierte das Jungen-Gymnasium in Ufa und studierte dann an der Lomonossow-Universität Moskau zunächst Jura und wandte sich dann der Medizin zu. Er wollte später einmal als Landarzt praktizieren.
Als anno 1900 die Kunde von dem Schicksal der 183 demonstrierenden Kiewer Studenten, die zur Strafe von Minister Bogolepow eingezogen worden waren, nach Moskau vordrang, begehrte Jegor auf, wurde mithin ins Butyrka-Gefängnis gesteckt und lernte dort einsitzende Revolutionäre und ihre Taktiken kennen. Die Moskauer Universitätsleitung exmatrikulierte Jegor im April 1901 und schickte ihn nach Ufa zurück. Dort trat er den Vereinigten Sozialdemokraten und Sozialrevolutionären des Uralgebietes bei. Die Polizei suchte Jegor im März 1902 in seiner Wohnung auf. Zwar begann Jegor schnurstracks mit dem Verspeisen verräterischer Papiere, doch er kam trotzdem ins Ufaer Gefängnis. In der Hitze des Gefechts hatte Jegor nämlich aus Versehen unbedenklichere Papiere verzehrt. Über die Zwischenstation Samara wurde er nach Jakutien verbannt. Auf dem Wege in diese ostsibirischen Gegenden gelang Jegor die Flucht in die Schweiz. In Westeuropa schloss er sich der Kampforganisation der Sozialrevolutionäre, dem militanten Ableger dieser Partei, an.
Der russische Innenminister sollte als nächster umgebracht werden. Jewno Asef bereitete in Paris Dora Brilliant, Alexei Pokotilow, Maximilijan Schweizer, Iwan Kaljajew und Jegor Sosonow auf das Attentat vor. Die Terroristen reisten mit gefälschten Pässen im Frühjahr 1904 nach Russland. Attentatsversuche am 18. und 25. März sowie am 1. April scheiterten. Am Morgen des 28. Juli 1904 warf Jegor Sosonow auf dem Petersburger Ismailowski-Prospekt eine Bombe in die fahrende Kutsche des Innenministers. Von Plehwe starb auf der Stelle. Sein Kutscher und die Pferde überlebten nicht. Der Leibwächter auf dem Fahrrad wurde schwer verletzt. Zwei Ersatzmänner, die Bombenwerfer Kaljajew und Sikorski, kamen nicht zum Einsatz. Jegor Sosonow, schwerverletzt, wurde am Tatort festgenommen und zu lebenslanger Katorga verurteilt. Über die Festung Schlüsselburg führte der Weg des Verurteilten wiederum ins Butyrka-Gefängnis und schließlich in die Nertschinsker Katorga.
Ende 1907 wurde Jegor Sosonow ins Zuchthaus Gorny Serentui verlegt. Einer Lappalie wegen sollte ein politischer Gefangener ausgepeitscht werden. Aus Protest nahm Jegor Sosonow am 10. Dezember 1910 Gift, starb und wurde zunächst am Sterbeort beerdigt. Später wurden seine sterblichen Überreste auf den Ufaer Sergius-Friedhof überführt.

## Familie
Jegor Sosonow war mit  Pallada Olimpowna Bogdanowa-Belskaja verheiratet und hatte zwei Söhne: Orest Bogdanow (1905–1998) und Erast Bogdanow (1905–1953).

## Gedenken
Straßen wurden nach Jegor Sosonow benannt in
- Ufa am 3. Februar 1937,
- Tscheljabinsk und
- Woronesch.